# Caterpillar (Volume 1)
Caterpillar (Volume 1) è una compilation di brani trasmessi nella prima edizione della trasmissione radiofonica Caterpillar, in onda su Radio 2. La compilation fa parte della serie dal titolo Caterpillar. Quando il fine giustifica gli automezzi, è stata pubblicata nell'estate del 1998 e contiene in tutto 16 brani.

## Autori presenti sul disco
Il disco si apre con la sigla della trasmissione radiofonica, scritto dalla Banda Osiris sulla contaminazione tra generi musicali e sulla giocosa irriverenza nei confronti della musica colta e dei grandi classici che contraddistingue la produzione del gruppo.
La raccolta presenta musiche del centro e sud america con il gruppo messicano Alternative metal/Rap metal dei Molotov, con gli argentini Los Pericos e il cantautore di Buenos Aires Andrés Calamaro e con il brasiliano Chico César.
I gruppi italiani rappresentano stili eterogenei: si va dalla mescolanza di influenze etniche, rtimiche e melodiche dei baresi Addosso agli scalini, allo studio della tradizione musicale algherese, caratterizzata dall'uso del catalano antico, dei Càlic, alla musica klezmer dei Klezroym, con influenze che spaziano dalla tradizione askhenazita e sefardita alle influenze mediterranea, mediorientale e italiana, fino al jazz contemporaneo, alla musica del sassofonista e compositore napoletano Daniele Sepe.
Il mondo francofono è rappresentato dai francesi Zebda di Tolosa, con i loro testi focalizzati sull'impegno politico e sociale, dal cantante di musica raï  ed attore francese di origini algerine Faudel e dal gruppo musicale belga Zap Mama, nel cui repertorio si possono rintracciare influenze pop, congolesi e più generalmente africane, statunitensi.
Il disco è completato da alcuni gruppi europei: la band tedesca di world music Schäl sick brass band di Colonia, la brass band macedone Kočani orkestar, che fonde le musiche militari turche con melodie zingare e latine, i britannici 3 Mustaphas 3 e gli spagnoli Amparanoia guidati dalla cantante andalusa Amparo Sánchez.

## Tracce
1. Caterpillar della Banda Osiris (Carlone, Macri), Italia, 3:38
2. Gimme the power dei Molotov (H. Preciado, M. Ange), Messico, 4:10
3. Mon père m'a dit… degli Zebda (Cherfi Magyd, Zebda), Francia, 3:55
4. Jannine degli Addosso agli scalini (S. Sada, Addosso agli scalini), Italia, 4:29
5. Leyla della Schäl sick brass band (E. Ram, arr. Raimund Kroboth), Germania, 4:16
6. Cap-caldaru di Càlic (C. Sanna), Italia, 3:38
7. Fel Shara dei Klezroym (Tradizionale, arr. Klezroym), Italia, 2:47
8. Mr Brown delle Zap Mama (M. Davine, S. Kabongo, S. Newajadio), Belgio, 3:55
9. L'Orient est rouge della Kočani Orkestar feat. Noat Veliov (Anonimo, arr. Nestor Čok Rakia), Macedonia, 6:05
10. Tellement n'Brick di Faudel (Faudel, G. Toto, S. Bouchakara), Francia, 3:59
11. Salmo a Bob Marley dei Los pericos (J. Hill), Argentina, 3:33
12. Media Veronica di Andrés Calamaro (A. Calamaro), Argentina, 3:52
13. Yerakina di Daniele Sepe (tradizionale macedone, arr. Daniele Sepe), Italia, 5:47
14. Mama África di Chico César (C. Cesar), Brasile, 3:31
15. Awara Hoon dei 3 Mustaphas 3 (S. Jaikishan, Shailendra), Regno Unito, 3:16
16. En la noche degli Amparanoia (Amparo S.), Spagna, 3:55